# Monastère dominicain de Vinnytsia
Le monastère dominicain de Vinnytsia est un édifice religieux ouvert en 1630. Il accueille la cathédrale de la Transfiguration du Sauveur (ukrainien : Спасо-Преображенський собор).

## Historique
Le monastère fondé en 1624 avait à l'origine une église en bois, il accueillait des moines venant de Tcherlenkiv avec une école. L'église en briques fut construite entre 1758 et 1760 et  les cellules des moines furent bâties au XVIIe puis XVIIIe siècle. Le monastère se situe sur le nord ouest du rempart de la ville. Avec la venue de Maksym Kryvonis dans la ville, les dominicains durent retourner à Tcherlenkiv, le monastère leur est rendu en 1758.

### Cathédrale de Vinnytsia et Bar
Le monastère fut fermé en 1831 et l'église donnée au culte orthodoxe en 1839. En 2018, l'église devint le centre de l'éparchie de Vinnytsia de l'Église orthodoxe ukrainienne (patriarcat de Moscou) puis à l'Église orthodoxe d'Ukraine avec à sa tête Symeon (Shostatsky).

## En images

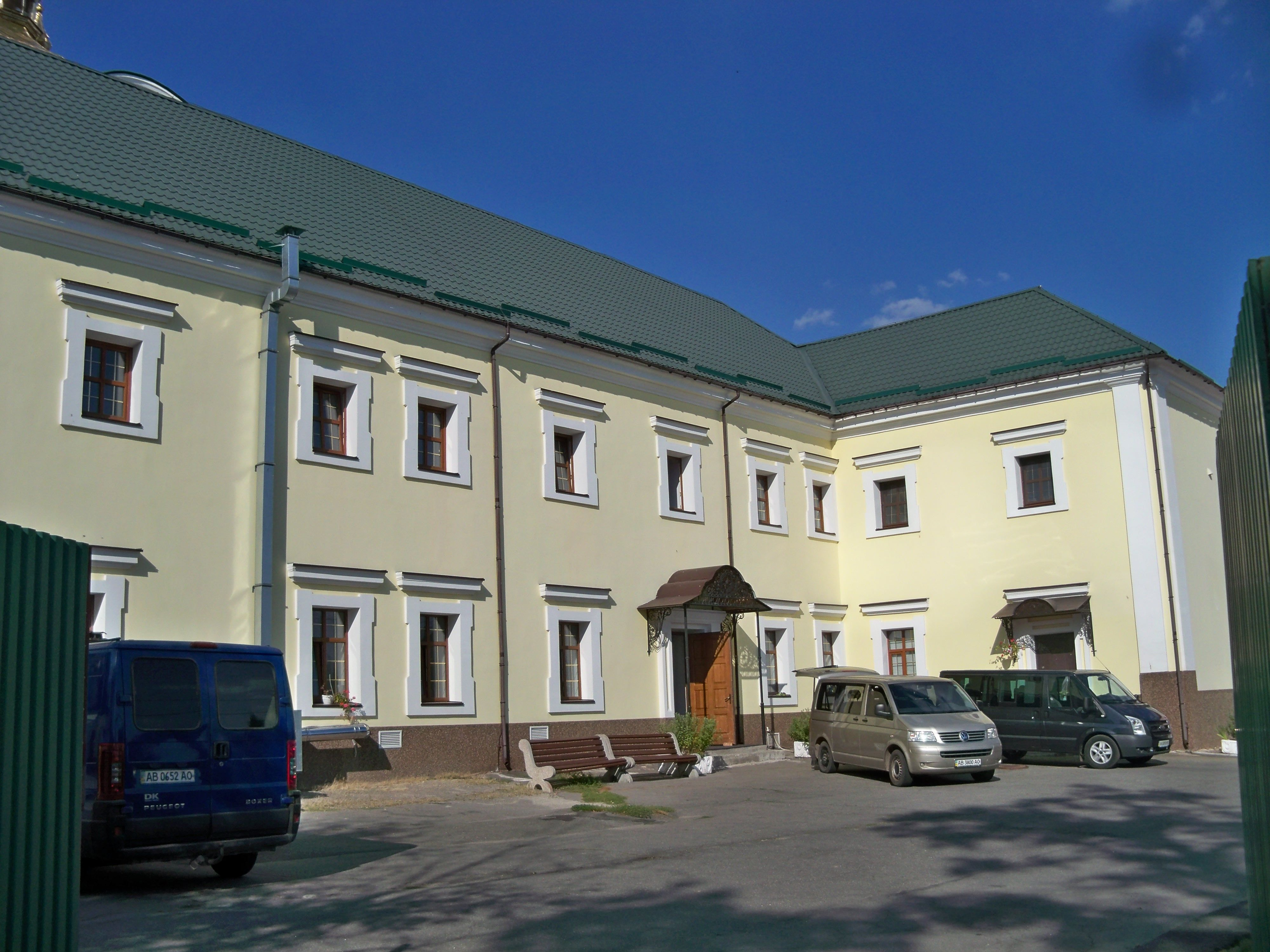
Cellules des moines classées[4],
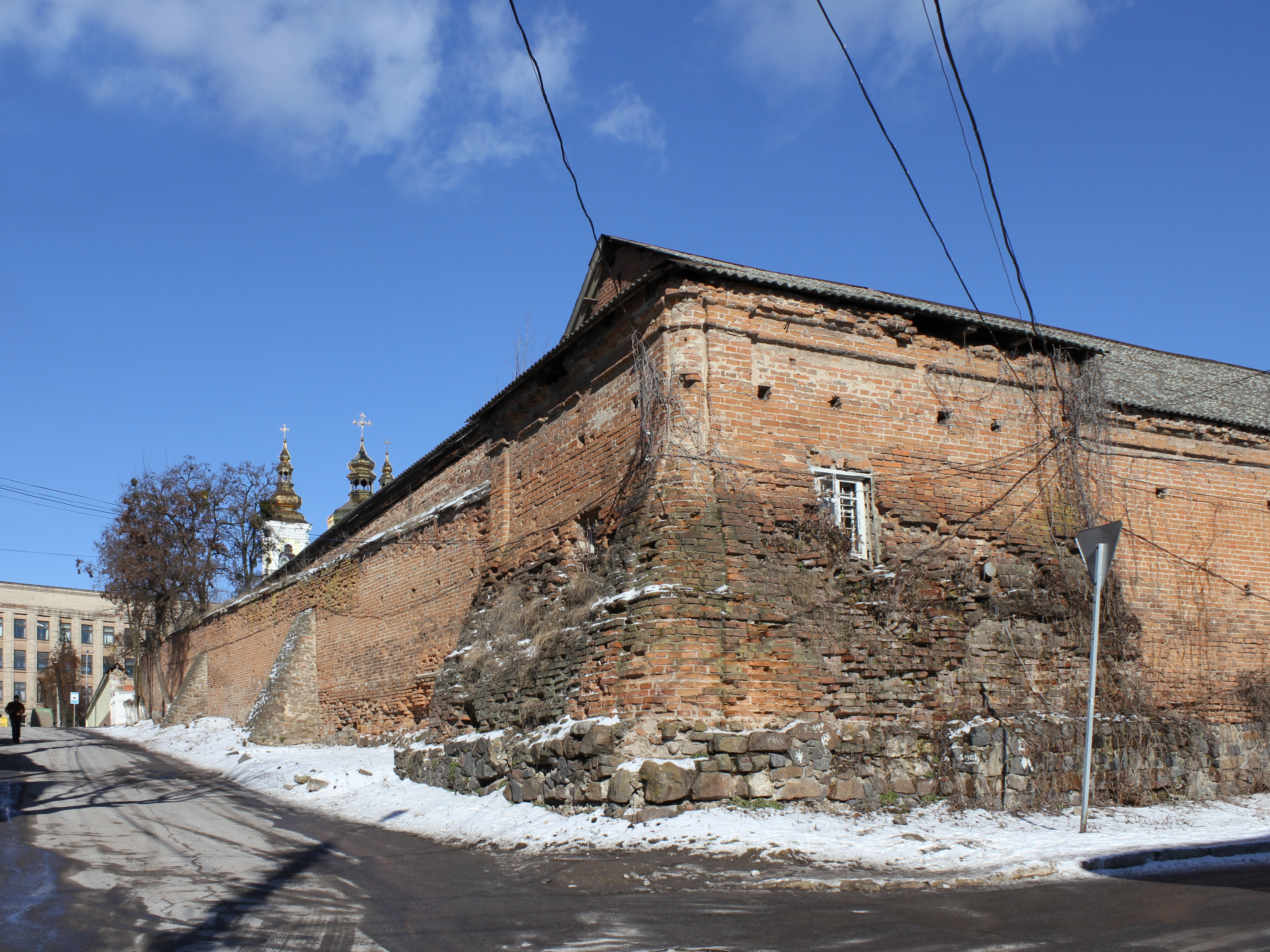
murs fortifiés classés[5].
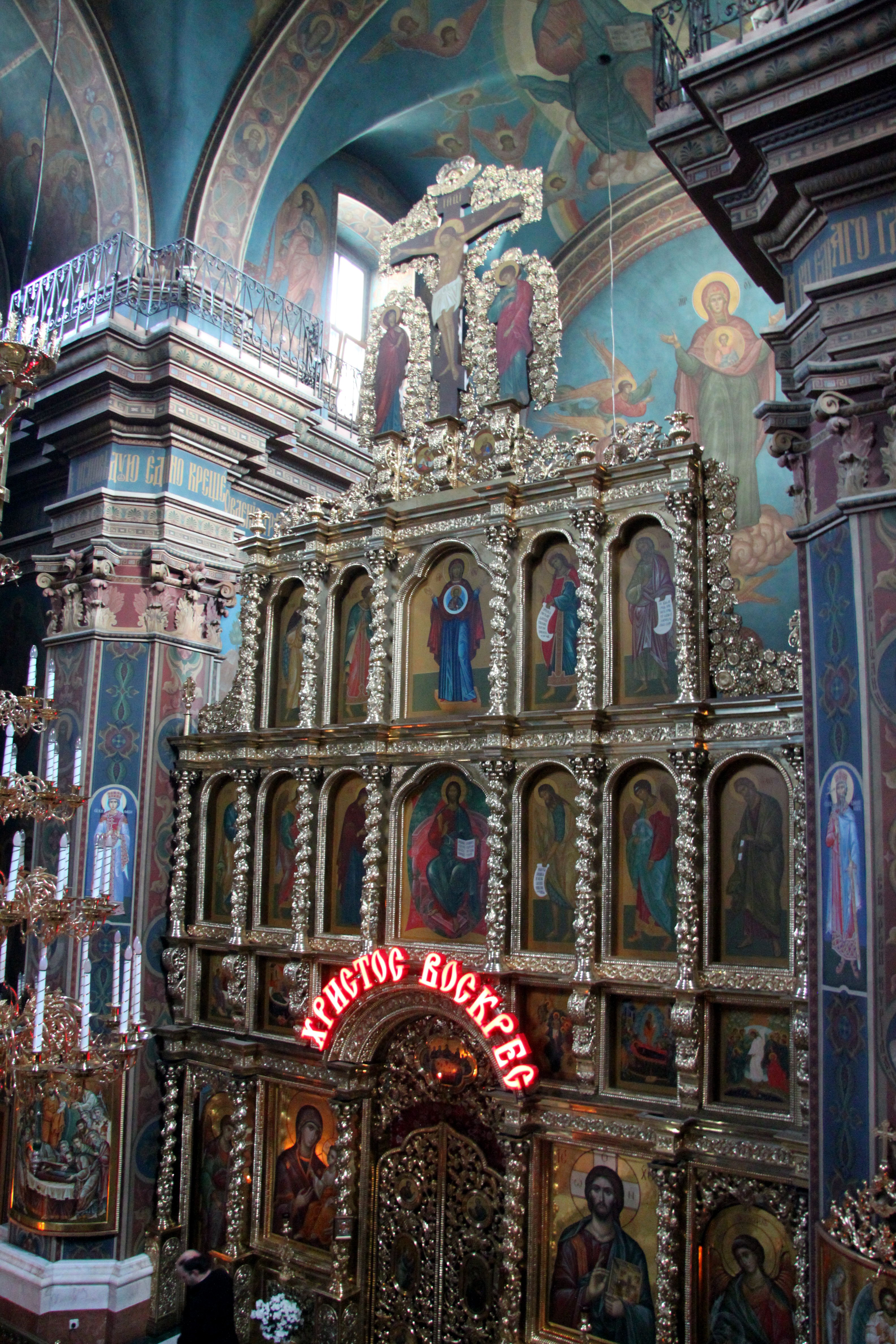
Iconostase de la cathédrale classée[6],
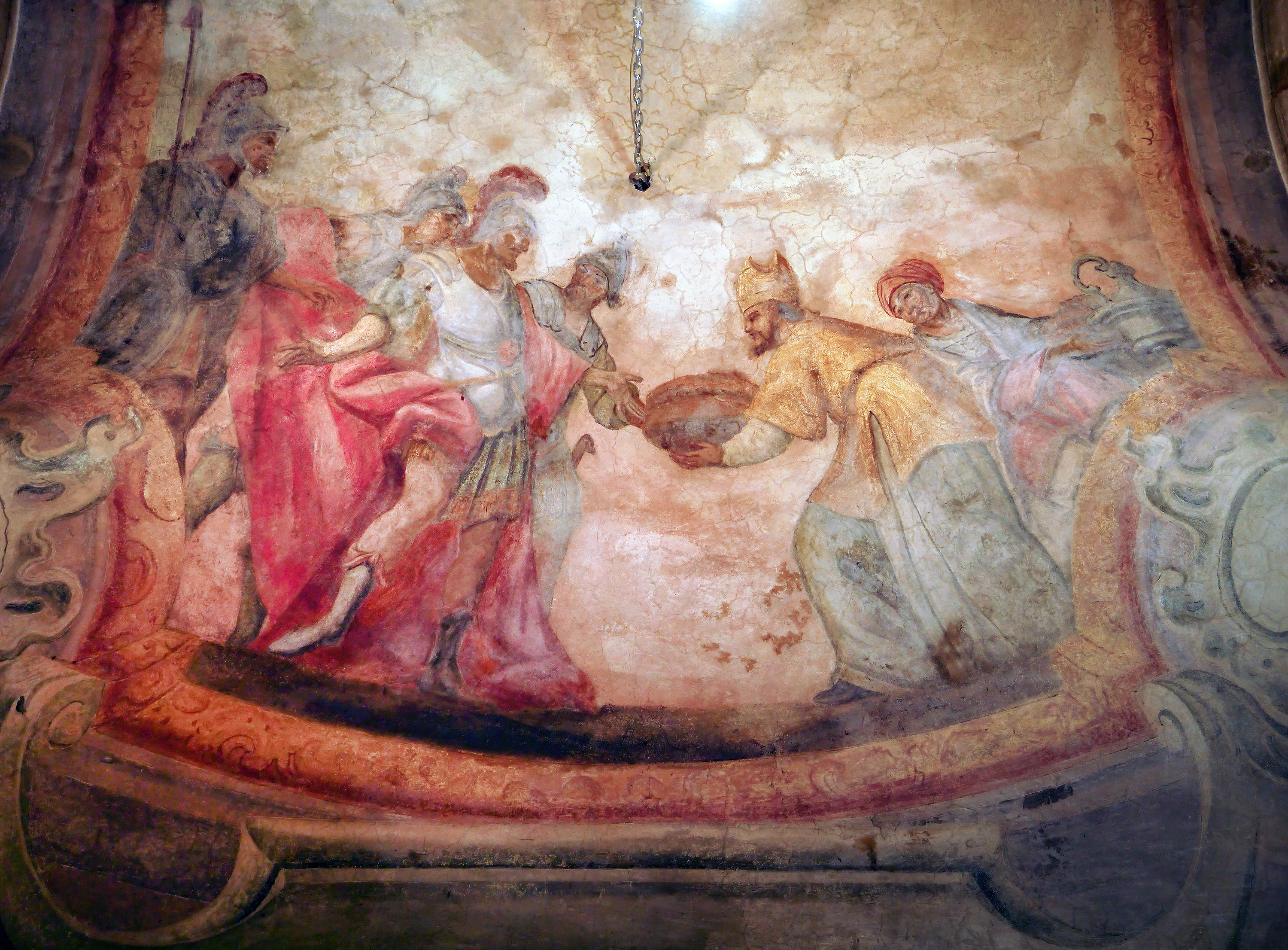
et des
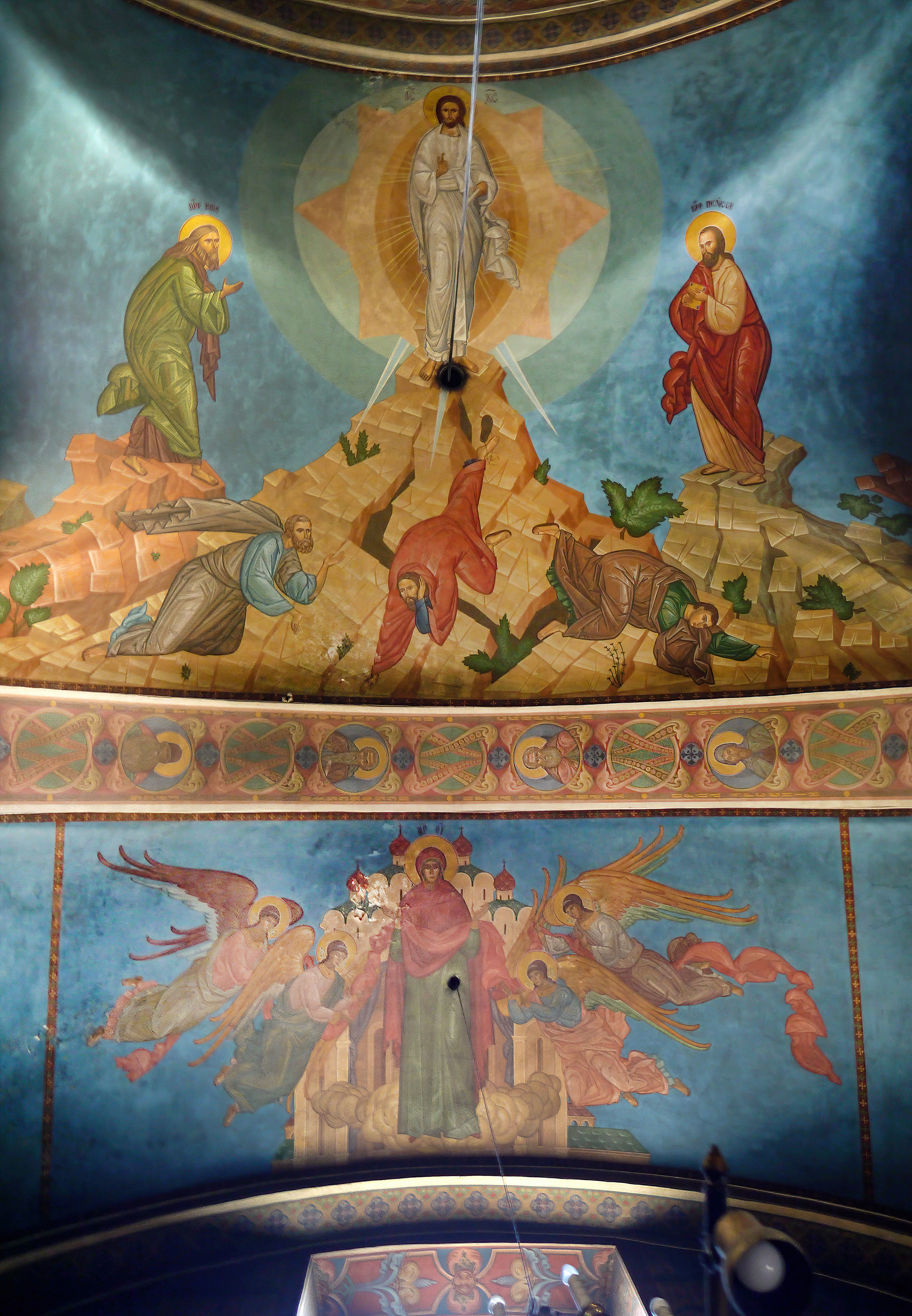
fresques.